# 드립토사우루스
드립토사우루스(Dryptosaurus)는 백악기 후기 (약 6,700만년에서 6,600만년 전) 세노마눔절 시대 말기에 현재의 미국 뉴저지주에 살았던 티라노사우루스상과의 한 속이다. 드립토사우루스는 길이가 7.5m까지 자라고 무게가 1.5t까지 나가는 큰 이족보행의 땅에 사는 육식 공룡이었다. 비록 현재 학계 밖에서 널리 알려지지 않았지만, 찰스 로버트 나이트가 그린 유명한 속 그림은 드립토사우루스를 빈약한 화석 기록에도 불구하고 그 시대에 가장 널리 알려진 공룡들 중 하나로 만들었다. 1866년 에드워드 드링커 코프에 의해 처음 기술되었고 나중에 1877년 오스니얼 찰스 마시에 의해 이름이 바뀐 드립토사우루스는 과학에 알려진 최초의 수각류 공룡 중 하나이다.

## 발견 및 종

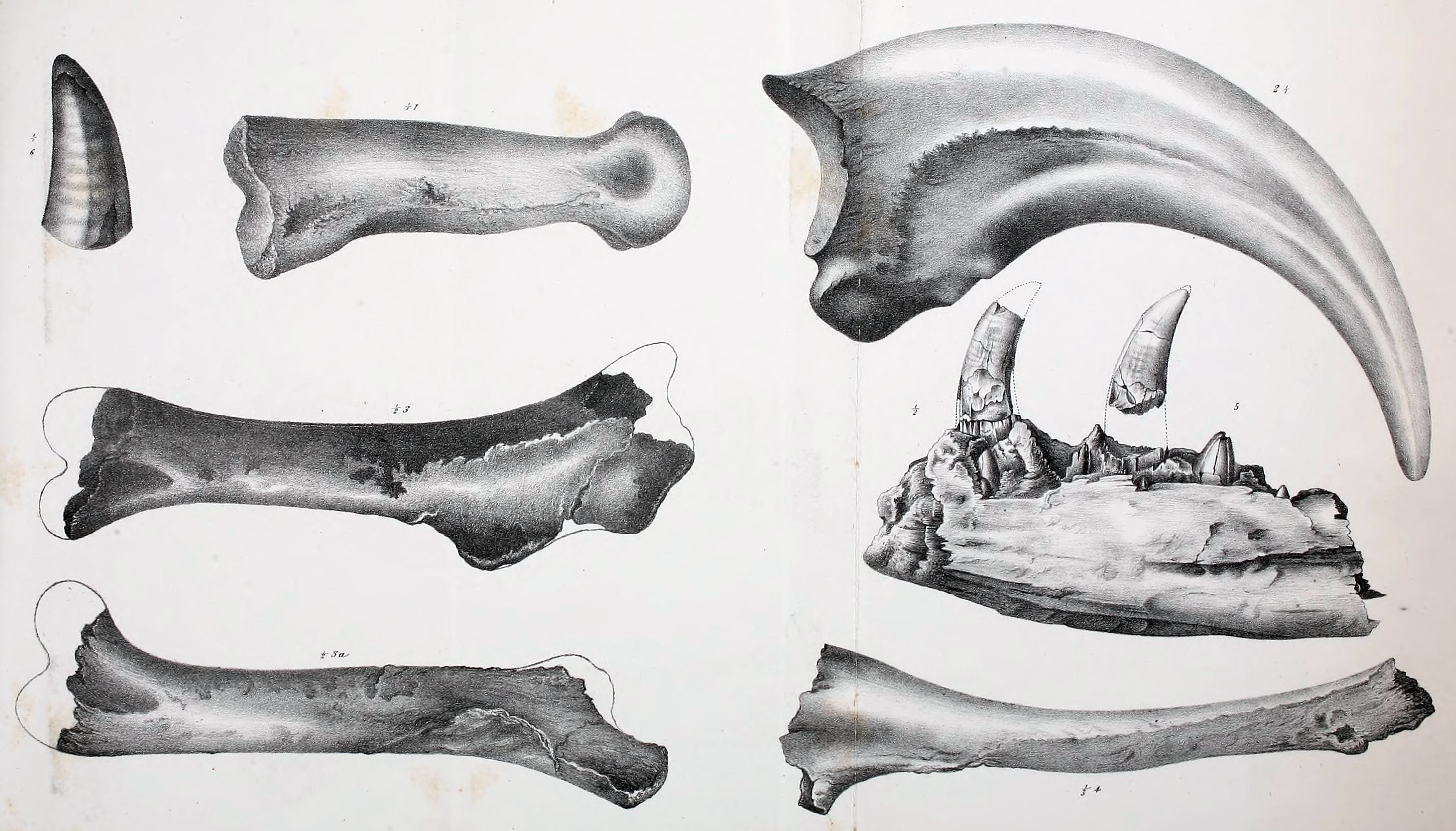
형식시료의 다양한 요소

1866년 드립토사우루스가 발견되기 전에, 신세계 수각류는 1856년 조지프 레이디에 의해 몬태나주에서 발견된 고립된 수각류 이빨로부터만 알려져 있었다. 드립토사우루스의 발견은 북미 고생물학자들에게 불완전하긴 하지만 관절로 연결된 수각류의 골격을 관찰할 수 있는 기회를 주었다. 19세기 후반에, 티라노사우루스상과가 그 당시에 별개의 큰 수각류 그룹으로 인식되지 않았고, 많은 수각류 종들이 그것에 할당되었다는 것을 고려할 때, 불행하게도 이 속은 북아메리카 전역에서 고립된 수각류 요소들의 참조를 위한 쓰레기통 분류군이 되었고, 나중에 재분류될 뿐이다.
속명인 드립토사우루스(Dryptosaurus)는 "갈기갈기 찢는 도마뱀"을 의미하는 그리스어 "드립토(drypto)"와 "도마뱀"을 의미하는 "사우로스(sauros)"에서 유래했다. 종명인 아퀼룽구이스(Aquilunguis)는 라틴어로 "독수리의 발톱을 가지고 있다"는 뜻으로, 세 손가락을 가진 손의 발톱을 가리키는 말이다. E. D. 코프 (1866년)는 발견 일주일 만에 이 표본에 대한 논문을 발표했고 필라델피아에서 열린 자연과학 아카데미 회의에서 이 표본을 라엘랍스 아퀼룽구이스(Laelaps aquilunguis)라고 명명했다.

## 묘사

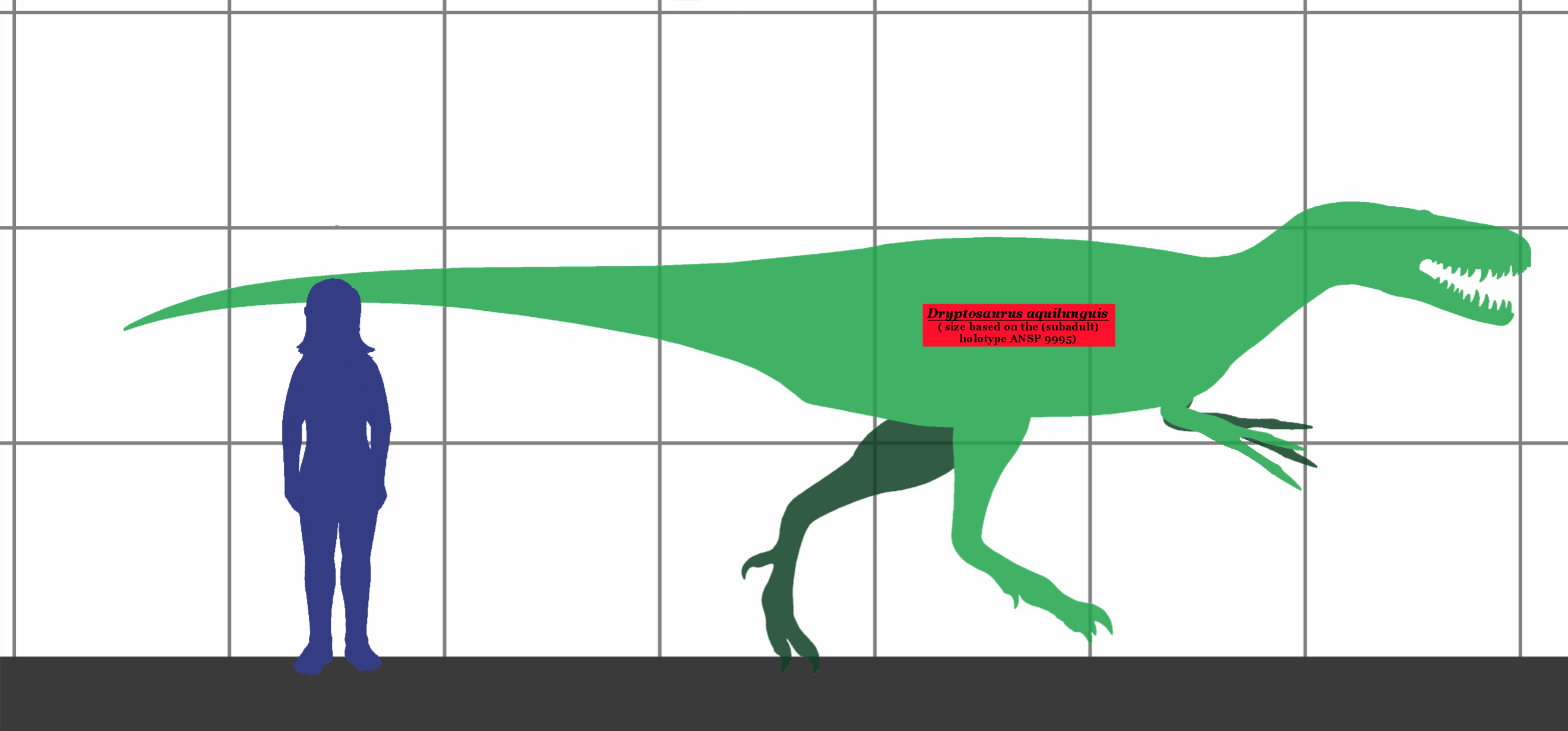
사람과 비교한 드립토사우루스의 추정 크기

드립토사우루스의 몸길이는 7.5 미터, 몸무게는 1.5 톤으로 추정된다. 상대적으로 에오티라누스와 마찬가지로 드립토사우루스는 티라노사우루스와 같은 더 파생된 티라노사우루스와 비교했을 때 상대적으로 긴 팔을 가지고 있었던 것으로 보인다. 또한 비교적 큰 그것의 손은 손가락이 세 개였을 것으로 추정된다. 그러나 브루사트 외 연구진 (2011년)은 드립토사우루스의 팔뼈 모양이 파생된 티라노사우루스상과의 팔 뼈 모양과 전반적으로 유사하다는 것을 관찰하고 드립토사우루스가 기능적인 손가락을 두 개밖에 가지고 있지 않았을 것이라고 지적했다. 그것의 손가락에는 각각 8인치의 탈론 같은 발톱이 있다. 팔 형태학은 티라노사우루스상과의 앞다리 감소가 균일한 방식으로 진행되지 않았을 수 있음을 시사한다. 드립토사우루스는 사냥, 포획, 먹이를 먹을 때 팔과 턱을 모두 무기로 사용했을 것이다.

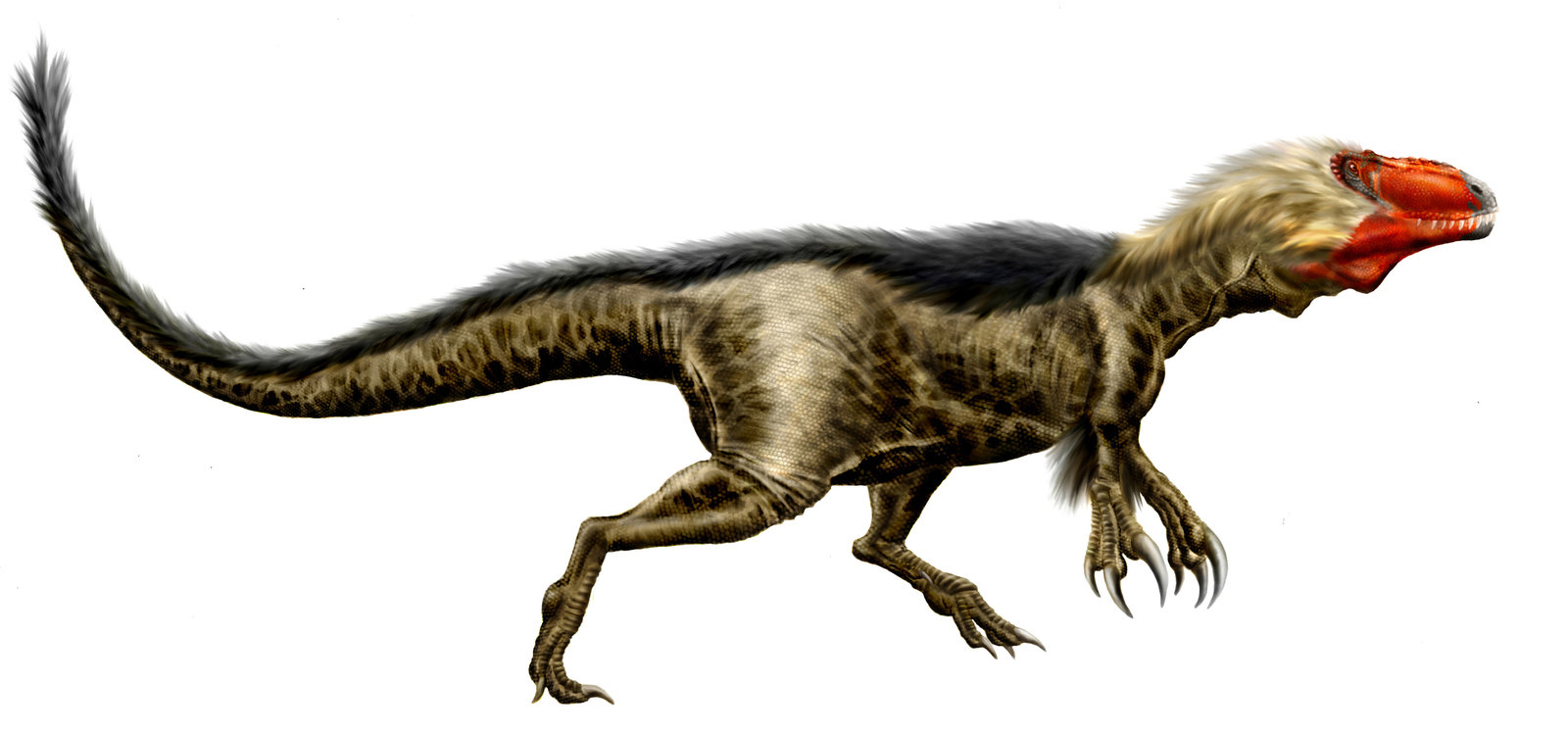
드립토사우루스의 생명 복원

모식표본은 단일 성체 개체에 속하는 단편적인 골격이다. ANSP 9995는 단편적인 오른쪽 상악골, 단편적인 오른쪽 치골, 단편적인 오른쪽 치골, 단편적인 오른쪽 치골, 좌우 상악골, 11개의 중간 원위추골, 왼손에서 3개의 수동골(I-1, II-2, 발톱), 좌우 치골의 축, 단편적인 오른쪽 치골로 구성되어 있고, 왼쪽 대퇴골, 왼쪽 정강이뼈, 왼쪽 정강이뼈, 왼쪽 정강이뼈, 그리고 중족골 III의 중간축 파편있다. 완모식표본 개체의 존재론적 성숙은 모든 꼬리뼈에서 신경중심 봉합선이 닫혀 있다는 사실에 의해 뒷받침된다. AMNH FARB 2438은 완모식표본과 동일한 개체의 왼쪽 중족골 IV로 구성되어 있다.
단편적인 오른쪽 상악골은 세 개의 폐포를 완전히 보존하고 네 번째 폐포는 부분적으로만 보존한다. 그 저자들은 드립토사우루스가 지퍼가 달린 이빨을 가졌다는 것을 확인할 수 있었다. 이 파편의 앞부분에 위치한 치조류의 모양은 다른 것들보다 더 작고 더 원형인 치아를 가지고 있었다는 것을 암시하는데, 티라노사우루스상과에서 흔히 볼 수 있는 이빨일 가능성이 가장 높다. 분리된 치아는 가로로 좁고 톱니 모양(17~18개의 틀니/cm)이며, 재발한다. 대퇴골은 경골보다 겨우 3% 길다. 발견된 가장 긴 수동 팔랑크스의 길이는 176mm였다. 중족골 IV의 근위부의 형태는 드립토사우루스가 악토메타타잘을 가지고 있었다는 것을 암시하는데, 이는 알베르토사우루스와 티라노사우루스와 같은 파생된 티라노사우루스류가 공유하는 발전된 특징으로, 세 번째 중족골이 두 번째 중족골과 네 번째 중족골 사이에 "핀치"되어 있다.

## 문화적 의의

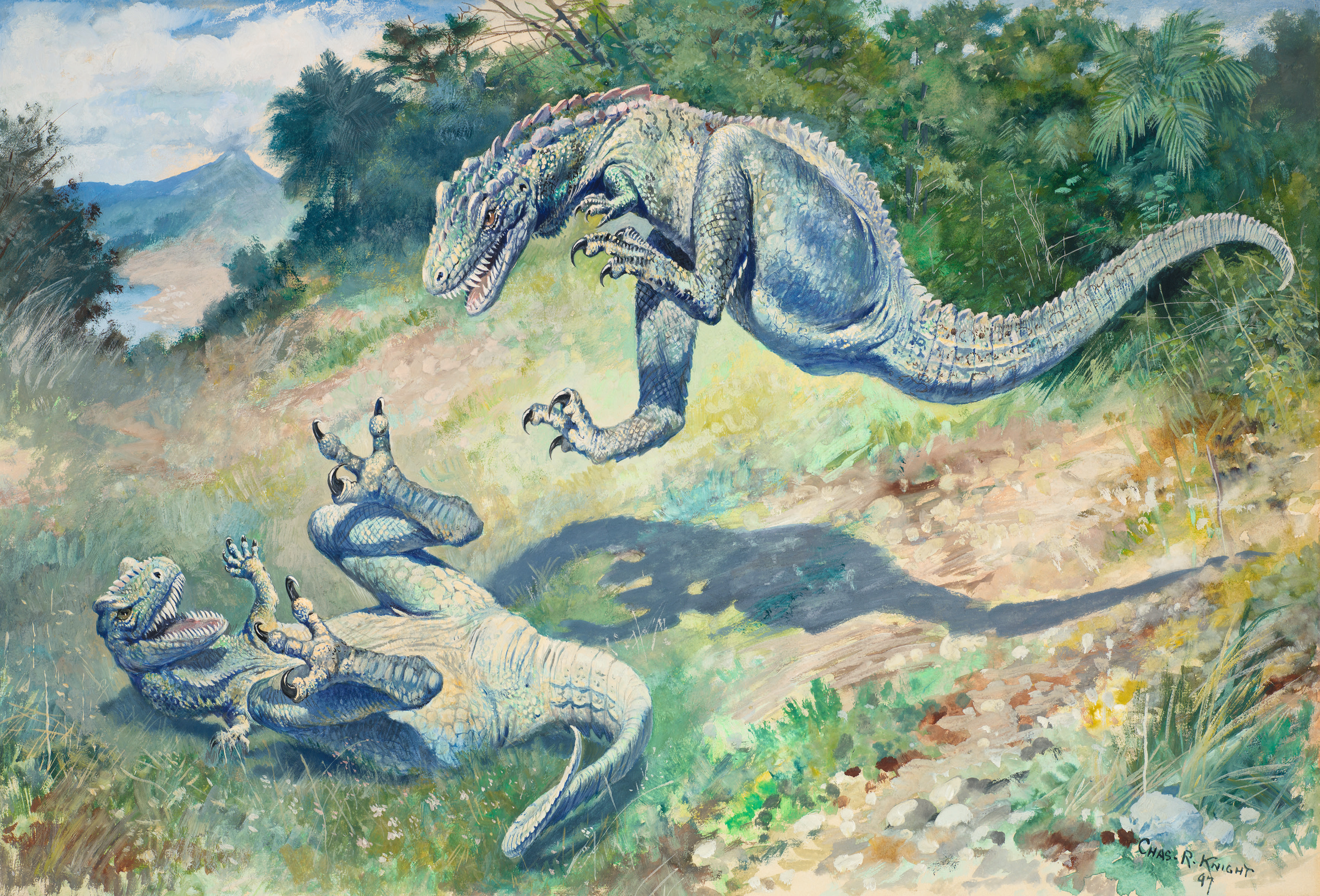
1897년 찰스 로버트 나이트가 그린 유명한 그림인 《뛰어오르는 라엘랍스》

찰스 로버트 나이트의 1897년 수채화인 도약의 라엘랍스는 수각류를 매우 활동적이고 역동적인 동물로 묘사한 최초의 작품일 수 있다. 나이트의 예술적인 손은 E. D. 코프의 지도를 받았고, 그림 제작 당시 미국 자연사 박물관의 척추 고생물학 큐레이터였던 헨리 페어필드 오스본의 의견뿐만 아니라 그들의 큰 크기에도 불구하고 수각류의 민첩성에 대한 그들의 진보적인 의견을 반영했다. 이 원본 그림은 현재 미국 자연사 박물관 컬렉션에 보존되어 있다. 대조적으로 메갈로사우루스와 같은 대형 육식 공룡의 전형적인 그림은 1800년대 후반에 이 동물들을 크고 꼬리를 끌며 파충류의 거대한 거대 동물로 묘사했다.